# فريزر (كولورادو)
فريزر (بالإنجليزية: Fraser, Colorado)‏ هي بلدة تقع في مقاطعة غراند، كولورادو بولاية كولورادو في الولايات المتحدة. تأسست عام 1871، تبلغ مساحتها 4.8 (كم²)، وترتفع عن سطح البحر 2613 م، بلغ عدد سكانها 910 نسمة في عام 2000 حسب إحصاء مكتب تعداد الولايات المتحدة وتصل الكثافة السكانية فيها 189.6 نسمة/كم2.

## وصلات خارجية
- Town of Fraser
- The US50 - Cities and Towns in Colorado State
- Colorado Cities and Towns, Facts, Map, Flag, Colleges, Government, and More